# ヤン・ヤンセ・ウェルテフレー

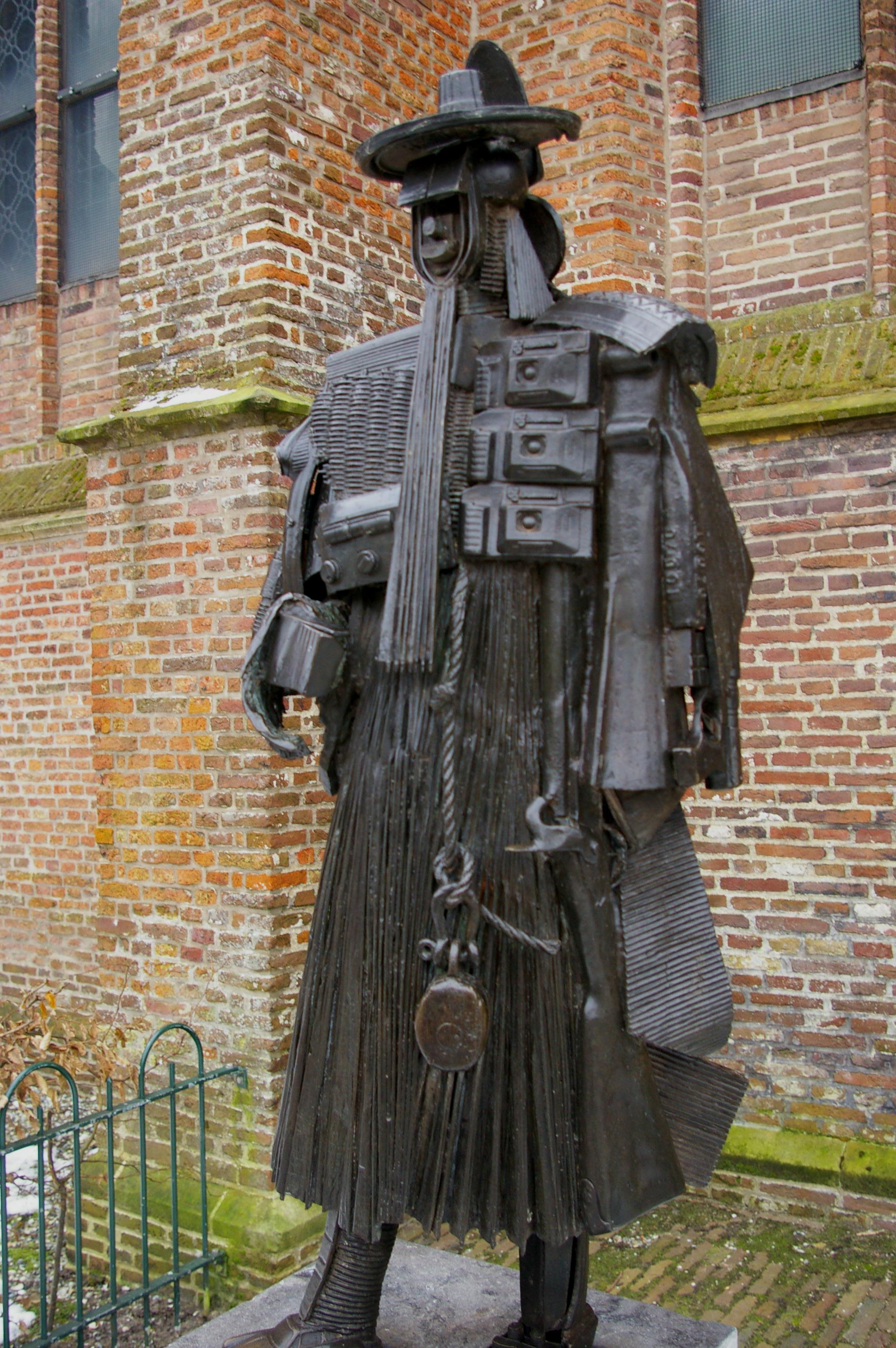
デ・レイプにあるヤン・ヤンセ・ウェルテフレー像

ヤン・ヤンセ・ウェルテフレー (Jan Janse de Weltevree、1595年 - 没年不詳) は、オランダ出身の船乗りで、私掠船（海賊船）の水夫であり、おそらく朝鮮を訪問した最初のオランダ人の一人である。小銃製法の技術を持ち、女真族侵略の際に活躍した紅夷砲の製造と操作を伝えたとされる。
朝鮮名は朴延 (パク・ヨン、朴燕とも) で、しばしば通訳も務め、鎖国時代の李氏朝鮮に土着した。彼の冒険は、オランダ東インド会社の会計士で1653年から1666年まで朝鮮に滞在したヘンドリック・ハメルの報告により記録された。

## 略歴
ウェルテフレーは1595年ごろに生まれた。出生地は、ハメルによるとデ・レイプ、他の情報源によるとフラールディンゲンである。彼は'Hollandia'という船に契約して雇われ、1626年3月17日オランダ領東インドへ発った。そこでは、彼は1627年にバタヴィア（現在のジャカルタ）から'Ouwerkerck'という船で到着した。1627年7月16日、オランダの私掠船Ouwerkerckは、中国のアモイ港で係留されていた中国のジャンク船を拿捕し、その乗組員150人を奴隷として売る目的で捕虜にした。70人の中国人はOuwerkerckに乗せられた。船の航海士ヤン・ヤンセ・ウェルテフレーと、オランダのデ・レイプから来たDirk Gijsbertsz、アムステルダムから来たJan Pieterse Verbaestは、13人の他のオランダの乗組員と一緒にジャンク船に乗り、フォルモサの台南へ航海した。激しい夏の嵐に見舞われて、Ouwerkerckだけが安全な港に入港した。
嵐に翻弄された中国のジャンク船は、不運な中国人とオランダ人乗組員を乗せて、朝鮮の西海岸沖の島の海岸に接近し、給水のために沿岸に近づいた。次に起こった事の詳細は不明だが、中国人は、5対1の人数の多さでオランダ人の生存者を圧倒し、ウェルテフレー、Dirk Gijsbertsz、Jan Verbaestを捕えて、朝鮮当局に彼らを引き渡した。
当時の李氏朝鮮は鎖国政策を採っていたので、捕虜となった彼らは朝鮮を離れることは許されなかった。3人は訓錬都監という国王護衛の役所の兵士とされた。ウェルテフレーはパク・ヨン（朴淵/朴燕、박연）という名前を付けられ、政府の重要な役人となった。彼は朝鮮人女性と結婚し、2人の子供を儲けた。
ウェルテフレーによると、他の2人は丙子の乱中の1636年に死亡した。彼らは朝鮮軍として戦っていたと思われる。ハメルは朝鮮軍で、日本人や中国人からなる外国人部隊の隊長を務めていたとされる。
1653年にヘンドリック・ハメルらが乗った'De Sperwer（デ・スペルウェール）'という交易船がジャカルタから台湾を経由して日本に向かう途中に難破した。船は朝鮮に漂着し、ウェルテフレーが通訳者および相談役として派遣された。ただしこの際、20年にも渡り朝鮮に在住していたウェルテフレーはオランダ語に不自由になっており、ハメルらから改めて習い直している。この時に漂着したハメルら36人のオランダ人は、以降13年間朝鮮に幽閉され、虐待されたが、1666年に生き残っていた彼らのうち8人が長崎に逃亡した。ヘンドリック・ハメルは朝鮮での滞在について執筆し、それによって現在我々がウェルテフレーについて知ることができる。のち日本（江戸幕府）の尽力により、生き残って朝鮮に抑留されていたうち、7名が日本を経由してオランダに引き渡された。

## 遺産
オランダのデ・レイプのグレート・チャーチの傍にウェルテフレーの像がある。このレプリカが1991年ソウルに設置された。